# Raquel Rolnik
Raquel Rolnik (São Paulo, 1956) é arquiteta e urbanista brasileira, graduada pela Universidade de São Paulo - SP em 1978. Mestra em Arquitetura e Urbanismo pela Universidade de São Paulo em 1981, doutora pela Graduate School Of Arts And Science History Department da New York University em 1995 e livre-docente pela FAUUSP em 2015. É Professora Titular da Faculdade de Arquitetura e Urbanismo da USP.
Foi Diretora de Planejamento do município de São Paulo durante a gestão de Luiza Erundina (1989 – 1992). Foi também secretária nacional de Programas Urbanos do Ministério das Cidades no primeiro mandato do Presidente Luiz Inácio Lula da Silva (2003 – 2007). Por seis anos, até 2014, foi relatora especial da ONU para o Direito à Moradia Adequada.
É autora dos livros "Guerra dos lugares: a colonização da terra e da moradia na era das finanças" (2015), “O que é Cidade” (2004), “São Paulo - Coleção Folha Explica” (2001), “A Cidade e a Lei - legislação, politica urbana e territórios na cidade de São Paulo” (1997). Possui muitos artigos e publicações sobre a questão urbana, colaborou com a Folha de S.Paulo e mantém o Blog da Raquel Rolnik e página do Facebook onde escreve regularmente sobre questões urbanas, assim como coluna semanal na Radio USP.
Raquel Rolnik é uma crítica das políticas urbanas atuais, incluindo o Plano Diretor, da cidade de São Paulo; pois considera que faltam nelas inclusão social, o que intensifica a formação de uma população marginalizada e de rua. Fato este que acaba gerando uma chamada emergência habitacional.